# Euplèrids
Els euplèrids (Eupleridae) són una família de carnívors endèmics del Madagascar, que comprenen vuit espècies conegudes que pertanyen a set gèneres. Probablement, l'espècie més coneguda és el fossa (Cryptoprocta ferox), de la subfamília dels euplerins. Totes les espècies d'aquesta subfamília eren anteriorment classificades com a vivèrrids, mentre que les de la subfamília dels galidins eren classificats com a herpèstids (mangostes).

## Morfologia

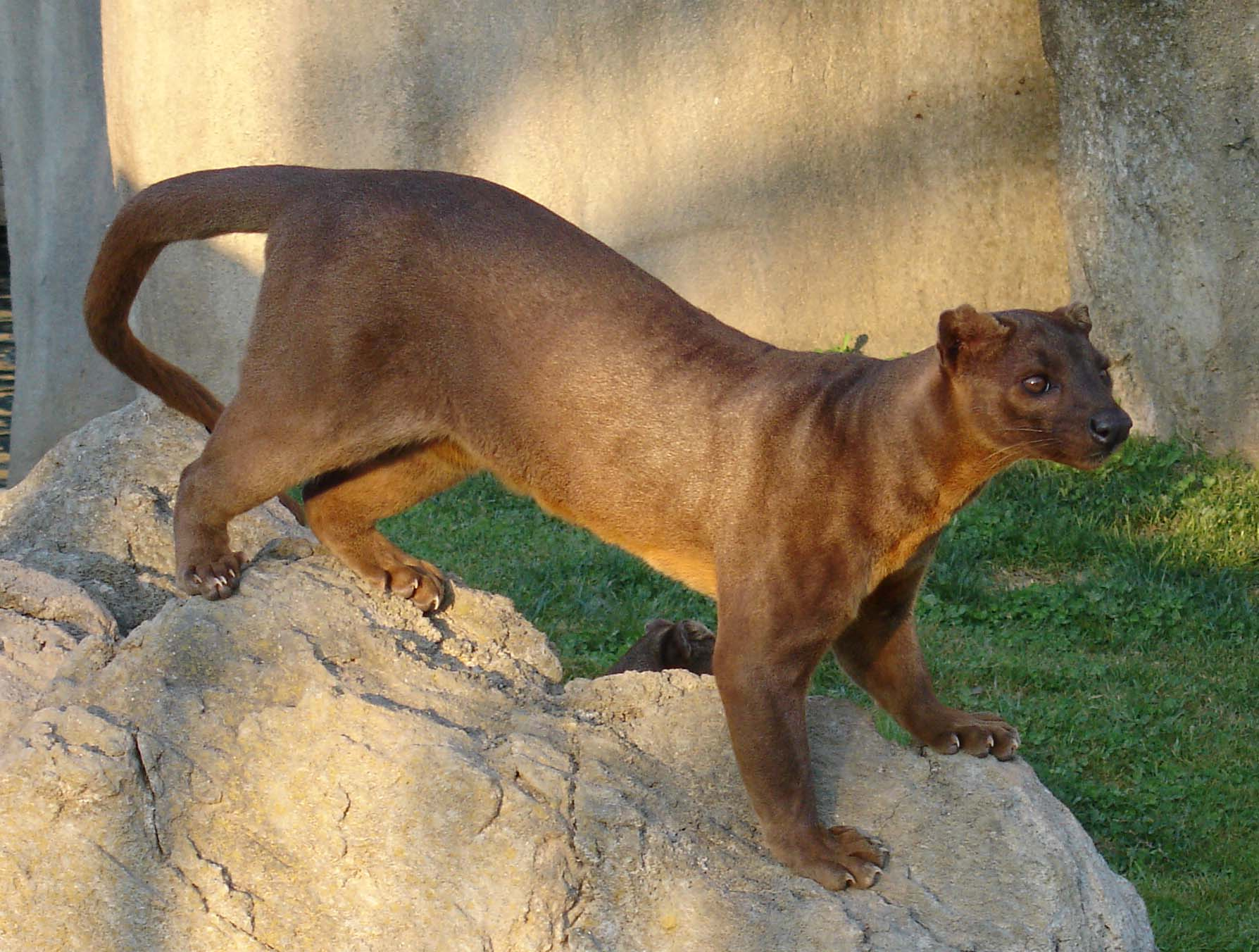
El fossa és el major depredador de Madagascar

No hi ha característiques morfològiques que distingeixin els depredadors de Madagascar clarament dels altres depredadors. En canvi, mostren convergència evolutiva amb diversos grups d'altres depredadors, com el gats, vivèrrids o les mangostes, encara que no es coneixen les raons de les diferents evolucions que van tenir cadascun d'ells. L'espècie més representativa és el fossa, amb una longitud corporal de fins a 80 centímetres i un pes de fins a 12 quilograms, mentre que la més petita és la mangosta de bandes estretes amb una longitud corporal mitjana de 26 centímetres i un pes de 500 grams. Els mascles i les femelles dels carnívors de Madagascar no es diferencien en el color del pelatge. En canvi, en algunes espècies, els pèls dels mascles són més llargs que els de les femelles.
En general, el cos d'aquests animals és prim i allargat, i les extremitats són curtes. Els peus solen ser relativament grossos i tenen urpes retràctils, excepte les del fossa que són semi-retràctils. El pèl és curt i dens, i té unes tonalitats grises i marrons. En certa manera, segueix el patró de taques o ratlles. La cua és lleugerament més curta que el tronc, peluda en la majoria de les espècies, i pot ser anellada, com és el cas de la mangosta de cua anellada.
El cap és més aviat petit en comparació amb la resta del cos. A la majoria de les espècies el musell és puntegut, encara que el fossa té el rostre petit característic dels gats. Tenen les premolars superiors i els molars característics dels depredadors, encara que en el cas del fossa no estan tant pronunciats.

## Distribució i hàbitat

Mapa de distribució dels euplèrids

Els euplèrids viuen a la gran illa de Madagascar, a la costa oriental d'Àfrica. No viuen a les illes petites. Són els únics carnívors que hi viuen de manera natural, ja que els altres carnívors que hi viuen (el gat, el gos i la civeta petita de l'Índia), han estat introduïts per l'home. Aquests animals viuen principalment als boscos: des de les selves tropicals de la costa oriental, així com als boscos d'arbres caducifolis de l'oest o als boscos espinosos del sud-oest de l'illa. Sis de les espècies viuen estrictament als boscos, mentre que les altres dues, el fossa i en menor mesura de la mangosta de cua anellada, de vegades cerquen aliment en zones sense arbres o a les vores dels boscos. Aquestes dues espècies són també les menys exigents en termes del seu hàbitat i es troben en diferents tipus de boscos, mentre que la majoria de les altres espècies s'especialitzen en un tipus de bosc en particular.
Durant l'apogeu de la biodiversitat a les selves tropicals de la costa est, a vegades es poden trobar fins a cinc espècies d'euplèrid. Els boscos de l'oest i sud-oest tenen una menor diversitat d'espècies, però major densitat de població.

## Comportament

### Social i territorial

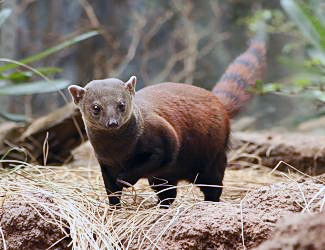
La mangosta de cua anellada viu en grups familiars, el que probablement no és típic dels euplèrids.

El comportament social és variable en moltes espècies, encara que poc conegut. De les espècies més estudiades, el fossa té una vida solitària, mentre que la mangosta de cua anellada viu en grups familiars formats per un mascle, una femella i fins a tres cries. S'han observat dos o més animals cohabitant d'altres espècies, encara que tendeixen a ser mares amb les seves cries. Amb l'excepció de la mangosta de cua anellada, cap altra espècie és coneguda perquè els mascles participin activament en l'època de cria, i és probable que visqui en solitari fora de la temporada de cria.
El euplèrids són animals territorials que marquen els seus territoris amb secrecions de les seves glàndules. Les mides dels seus territoris són com els predadors en general, relativament grans. Els del fossa, per exemple, comprenen fins a 26 km². En general, en aquestes espècies d'animals, la comunicació olfactiva amb marques d'olor té un paper important, encara que també el té, en moltes d'elles, la comunicació auditiva a través d'alguns sons suaus. En el cas de la mangosta de cua anellada, la comunicació auditiva és més complex, donat que, probablement pel fer de ser més social, té un repertori fonètic més ampli.

### Activitats i locomoció
L'estil de vida dels euplèrids és variable. Algunes espècies tenen una forma de vida cathemeral, cosa que vol dir que reparteixen les seves activitats vitals entre el dia i la nit. Altres animals, com els del gènere Galidictis o l'eupleri són bàsicament nocturns. Com a llocs de descans o refugi, fan servir troncs buits, coves, esquerdes a les roques o caus. Són els principals depredadors terrestres, el que vol dir significa que viuen principalment a terra, encara que també es poden enfilar als arbres, i alguns, fins i tot, neden. El desplaçament pot ser recolzant-se sobre els dits del peus o sobre les plantes dels peus.
Algunes espècies mostren adaptacions al clima estacional de Madagascar. El fossa, al seu cos, i l'eupleri, a la cua, guarden reserves de greix, arribant a augmentar el seu pes corporal fins a un 25%. Aquestes reserves es fan servir per poder sobreviure durant l'estació humida al fred i durant l'estació seca a l'escassetat d'aliment. No obstant això, no hi ha cap prova de letargia o hibernació.

## Dieta
El euplèrids són principalment carnívors, encara que la seva dieta pot variar considerablement d'acord amb l'hàbitat i la temporada. El fossa, el major depredador de Madagascar, que està equipada amb una mossegada potent, menja principalment vertebrats, incloent-hi el lèmur. L'eupleri, d'acord amb les seves dents petites, menja aliments tous, principalment cucs. Les altres espècies que pesen menys de 2 quilos, consumeixen petits vertebrats, insectes i altres invertebrats. Algunes espècies també s'alimenten de carronya en petita escala, així com d'aliments vegetals com fruits.

## Reproducció

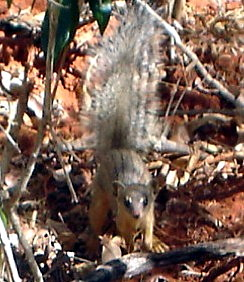
Mangosta de bandes estretes

La reproducció és estacional, almenys en algunes espècies, de manera que els naixements tenen lloc durant l'estació plujosa, que és l'època de l'any amb més abundància d'aliment. El període de gestació varia segons l'espècie entre 40 i 105 dies, encara que les dades són parcialment contradictòries. Les ventrades són petites amb un o dos cadells, encara que el fossa pot tenir-me fins a quatre. Els nadons passen generalment les seves primeres setmanes de vida en un cau. El nivell de desenvolupament de les cries acabades de néixer és variable: les fosses són altricials, mentre que els eupleris ho són parcialment, i les mangostes de cua anellada són precoces. El deslletament es produeix entre els dos mesos i els quatre anys i mig d'edat. Existeix poca informació sobre l'esperança de vida d'aquestes espècies a la natura. Les fosses i les mangostes de cua anellada poden viure més de 20 anys en captivitat.

## Relacions amb humans
Atès que els euplèrids viuen principalment als boscos, es troben amenaçats per la progressiva destrucció del seu hàbitat a causa de la crema de boscos, la desforestació, i la producció de carbó i minera. Un altre factor és la competència amb altres espècies introduïdes, com són el gos domèstic o la civeta petita de l'Índia. A més se'ls caça, en part per la seva carn, i en part perquè tenen una reputació d'entrar a les cases i graners per robar pollastres i altres animals petits. Tot i així, no es coneix en quina mesura es poden atribuir realment aquests incidents als euplèrids. A Madagascar existeixen contes populars que parlen de fosses, de vegades representades com a amenaça pels humans. No hi ha cap garantia sobre els informes d'atacs a persones.
Una espècie, la fossa de les cavernes, s'extingí en els darrers mil·lennis. L'UICN cataloga la mangosta de Wozencraft en perill (alt risc d'extinció), la fossa, la mangosta de bandes estretes, i la mangosta bruna de Madagascar com vulnerables, la mangosta de bandes amples, la civeta de Madagascar, i l'eupleri com gairebé amençades, i només una espècie, la mangosta de cua anellada, en perill crític d'extinció.

## Evolució
Estudis moleculars recents, indiquen que les vuit espècies vivents de carnívors de Madagascar evolucionaren a partir d'un ancestre, que es creu que va arribar provinent del continent africà creuant el mar, fa entre 18 i 24 milions d'anys. Això fa que els carnívors de Madagascar formin un clade. Estan estretament lligats amb les mangostes, els seus parents vius més propers. El fossa i la civeta de Madagascar (Fossa fossana) són considerats les espècies vivents més antigues d'aquest grup.

## Taxonomia i filogènesi
Històricament, les relacions dels carnívors de Madagascar han estat molt discutides, però les proves moleculars, suggereixen que formen un clade únic, actualment conegut com la família dels euplèrids. Els hiènids són un tàxon germà dels euplèrids i dels herpèstids, i juntament amb els vivèrrids, els felins i altres grups més petits, formen el subordre dels feliformes (carnívors amb aspecte de gat).
La divergència evolutiva entre els herpèstids i els euplèrids es remunta a l'Oligocè, una època en què els feliformes compartien molts trets, especialment entre els gats i els vivèrrids. Els paleoprionodonts (de la superfamília Aeluroidea), trobats a Europa i Asia entre l'acabament de l'Eocè o l'inici de l'Oligocè, s'assemblaven a l'actual fossa, mentre que el Proailurus, una forma extinta de gat, tenien un aspecte físic molt semblant al dels vivèrrids. Malgrat aquestes semblances en els registres fòssils, els actuals carnívors de Madagascar són clarament diferents, amb les subfamílies dels euplerins i dels galidins tenint semblances amb les civetes i les mangostes respectivament. Els euplerins (que inclouen el fossa, l'eurpleri i la civeta de Madagascar) tenen una regió auditiva del crani similar a la dels vivèrrids, mentre que els galidins la tenen semblant a la de les mangostes. Basant-se en aquest tret, Robert M. Hunt Jr. Va proposar el 1996 que Madagascar havia estat colonitzada dues vegades, una vegada per vivèrrids i l'altra per herpèstids. Els estudis genètics de Yoder i els seus col·legues de l'any 2003, van suggerir una única colonització feta per un primitiu herpèstid, seguida per una ràpida evolució divergent. Aquest ancestre comú hauria arribat del continent africà, probablement creuant el mar, cap a la fi de l'Oligocè o principis del Miocè (24–18 milions d'anys), encara que Philippe Gaubert i Veron estimen la data d'aquesta divergència en fa 19,4 milions d'anys.
- Família Eupleridae
  - Subfamília Euplerinae
    - Fossa (Cryptoprocta ferox)
    - †Fossa de les cavernes (Cryptoprocta spelea)
    - Eupleri (Eupleres goudotii)
    - Civeta de Madagascar (Fossa fossana)

  - Subfamília Galidiinae
    - Mangosta de cua anellada (Galidia elegans)
    - Mangosta de bandes amples (Galidictis fasciata)
    - Mangosta de Wozencraft (Galidictis grandidieri)
    - Mangosta de bandes estretes (Mungotictis decemlineata)
    - Mangosta bruna de Madagascar (Salanoia concolor)
    - Salanoia durrelli

| Cryptoprocta | \| \| C. ferox (Fossa) \| \| \| \| \| \| †C. spelea (Fossa de les cavernes) \| \| \| \| |
|              | \| \| C. ferox (Fossa) \| \| \| \| \| \| †C. spelea (Fossa de les cavernes) \| \| \| \| |
|              | Fossa (Civeta de Madagascar)                                                            |
|              |                                                                                         |
|              | C. ferox (Fossa)                                                                        |
|              |                                                                                         |
|              | †C. spelea (Fossa de les cavernes)                                                      |
|              |                                                                                         |

|  | C. ferox (Fossa)                   |
|  |                                    |
|  | †C. spelea (Fossa de les cavernes) |
|  |                                    |

|  | G. fasciata (Mangosta de bandes amples) |
|  |                                         |
|  | G. grandidieri (Mangosta de Wozencraft) |
|  |                                         |

| Salanoia | \| \| S. durrelli (Salanoia durrelli) \| \| \| \| \| \| S. concolor (Mangosta bruna de Madagascar) \| \| \| \| |
|          | \| \| S. durrelli (Salanoia durrelli) \| \| \| \| \| \| S. concolor (Mangosta bruna de Madagascar) \| \| \| \| |
|          | Mungotictis (Mangosta de bandes estretes)                                                                      |
|          | |
|          | S. durrelli (Salanoia durrelli)                                                                                |
|          | |
|          | S. concolor (Mangosta bruna de Madagascar)                                                                     |
|          | |

|  | S. durrelli (Salanoia durrelli)            |
|  |                                            |
|  | S. concolor (Mangosta bruna de Madagascar) |
|  |                                            |

|  | G. fasciata (Mangosta de bandes amples) |
|  |                                         |
|  | G. grandidieri (Mangosta de Wozencraft) |
|  |                                         |

| Salanoia | \| \| S. durrelli (Salanoia durrelli) \| \| \| \| \| \| S. concolor (Mangosta bruna de Madagascar) \| \| \| \| |
|          | \| \| S. durrelli (Salanoia durrelli) \| \| \| \| \| \| S. concolor (Mangosta bruna de Madagascar) \| \| \| \| |
|          | Mungotictis (Mangosta de bandes estretes)                                                                      |
|          | |
|          | S. durrelli (Salanoia durrelli)                                                                                |
|          | |
|          | S. concolor (Mangosta bruna de Madagascar)                                                                     |
|          | |

|  | S. durrelli (Salanoia durrelli)            |
|  |                                            |
|  | S. concolor (Mangosta bruna de Madagascar) |
|  |                                            |

|  | G. fasciata (Mangosta de bandes amples) |
|  |                                         |
|  | G. grandidieri (Mangosta de Wozencraft) |
|  |                                         |

| Salanoia | \| \| S. durrelli (Salanoia durrelli) \| \| \| \| \| \| S. concolor (Mangosta bruna de Madagascar) \| \| \| \| |
|          | \| \| S. durrelli (Salanoia durrelli) \| \| \| \| \| \| S. concolor (Mangosta bruna de Madagascar) \| \| \| \| |
|          | Mungotictis (Mangosta de bandes estretes)                                                                      |
|          | |
|          | S. durrelli (Salanoia durrelli)                                                                                |
|          | |
|          | S. concolor (Mangosta bruna de Madagascar)                                                                     |
|          | |

|  | S. durrelli (Salanoia durrelli)            |
|  |                                            |
|  | S. concolor (Mangosta bruna de Madagascar) |
|  |                                            |

|  | G. fasciata (Mangosta de bandes amples) |
|  |                                         |
|  | G. grandidieri (Mangosta de Wozencraft) |
|  |                                         |

| Salanoia | \| \| S. durrelli (Salanoia durrelli) \| \| \| \| \| \| S. concolor (Mangosta bruna de Madagascar) \| \| \| \| |
|          | \| \| S. durrelli (Salanoia durrelli) \| \| \| \| \| \| S. concolor (Mangosta bruna de Madagascar) \| \| \| \| |
|          | Mungotictis (Mangosta de bandes estretes)                                                                      |
|          | |
|          | S. durrelli (Salanoia durrelli)                                                                                |
|          | |
|          | S. concolor (Mangosta bruna de Madagascar)                                                                     |
|          | |

|  | S. durrelli (Salanoia durrelli)            |
|  |                                            |
|  | S. concolor (Mangosta bruna de Madagascar) |
|  |                                            |

| Cryptoprocta | \| \| C. ferox (Fossa) \| \| \| \| \| \| †C. spelea (Fossa de les cavernes) \| \| \| \| |
|              | \| \| C. ferox (Fossa) \| \| \| \| \| \| †C. spelea (Fossa de les cavernes) \| \| \| \| |
|              | Fossa (Civeta de Madagascar)                                                            |
|              |                                                                                         |
|              | C. ferox (Fossa)                                                                        |
|              |                                                                                         |
|              | †C. spelea (Fossa de les cavernes)                                                      |
|              |                                                                                         |

|  | C. ferox (Fossa)                   |
|  |                                    |
|  | †C. spelea (Fossa de les cavernes) |
|  |                                    |

|  | G. fasciata (Mangosta de bandes amples) |
|  |                                         |
|  | G. grandidieri (Mangosta de Wozencraft) |
|  |                                         |

| Salanoia | \| \| S. durrelli (Salanoia durrelli) \| \| \| \| \| \| S. concolor (Mangosta bruna de Madagascar) \| \| \| \| |
|          | \| \| S. durrelli (Salanoia durrelli) \| \| \| \| \| \| S. concolor (Mangosta bruna de Madagascar) \| \| \| \| |
|          | Mungotictis (Mangosta de bandes estretes)                                                                      |
|          | |
|          | S. durrelli (Salanoia durrelli)                                                                                |
|          | |
|          | S. concolor (Mangosta bruna de Madagascar)                                                                     |
|          | |

|  | S. durrelli (Salanoia durrelli)            |
|  |                                            |
|  | S. concolor (Mangosta bruna de Madagascar) |
|  |                                            |

|  | G. fasciata (Mangosta de bandes amples) |
|  |                                         |
|  | G. grandidieri (Mangosta de Wozencraft) |
|  |                                         |

| Salanoia | \| \| S. durrelli (Salanoia durrelli) \| \| \| \| \| \| S. concolor (Mangosta bruna de Madagascar) \| \| \| \| |
|          | \| \| S. durrelli (Salanoia durrelli) \| \| \| \| \| \| S. concolor (Mangosta bruna de Madagascar) \| \| \| \| |
|          | Mungotictis (Mangosta de bandes estretes)                                                                      |
|          | |
|          | S. durrelli (Salanoia durrelli)                                                                                |
|          | |
|          | S. concolor (Mangosta bruna de Madagascar)                                                                     |
|          | |

|  | S. durrelli (Salanoia durrelli)            |
|  |                                            |
|  | S. concolor (Mangosta bruna de Madagascar) |
|  |                                            |

|  | G. fasciata (Mangosta de bandes amples) |
|  |                                         |
|  | G. grandidieri (Mangosta de Wozencraft) |
|  |                                         |

| Salanoia | \| \| S. durrelli (Salanoia durrelli) \| \| \| \| \| \| S. concolor (Mangosta bruna de Madagascar) \| \| \| \| |
|          | \| \| S. durrelli (Salanoia durrelli) \| \| \| \| \| \| S. concolor (Mangosta bruna de Madagascar) \| \| \| \| |
|          | Mungotictis (Mangosta de bandes estretes)                                                                      |
|          | |
|          | S. durrelli (Salanoia durrelli)                                                                                |
|          | |
|          | S. concolor (Mangosta bruna de Madagascar)                                                                     |
|          | |

|  | S. durrelli (Salanoia durrelli)            |
|  |                                            |
|  | S. concolor (Mangosta bruna de Madagascar) |
|  |                                            |

|  | G. fasciata (Mangosta de bandes amples) |
|  |                                         |
|  | G. grandidieri (Mangosta de Wozencraft) |
|  |                                         |

| Salanoia | \| \| S. durrelli (Salanoia durrelli) \| \| \| \| \| \| S. concolor (Mangosta bruna de Madagascar) \| \| \| \| |
|          | \| \| S. durrelli (Salanoia durrelli) \| \| \| \| \| \| S. concolor (Mangosta bruna de Madagascar) \| \| \| \| |
|          | Mungotictis (Mangosta de bandes estretes)                                                                      |
|          | |
|          | S. durrelli (Salanoia durrelli)                                                                                |
|          | |
|          | S. concolor (Mangosta bruna de Madagascar)                                                                     |
|          | |

|  | S. durrelli (Salanoia durrelli)            |
|  |                                            |
|  | S. concolor (Mangosta bruna de Madagascar) |
|  |                                            |

| Cryptoprocta | \| \| C. ferox (Fossa) \| \| \| \| \| \| †C. spelea (Fossa de les cavernes) \| \| \| \| |
|              | \| \| C. ferox (Fossa) \| \| \| \| \| \| †C. spelea (Fossa de les cavernes) \| \| \| \| |
|              | Fossa (Civeta de Madagascar)                                                            |
|              |                                                                                         |
|              | C. ferox (Fossa)                                                                        |
|              |                                                                                         |
|              | †C. spelea (Fossa de les cavernes)                                                      |
|              |                                                                                         |

|  | C. ferox (Fossa)                   |
|  |                                    |
|  | †C. spelea (Fossa de les cavernes) |
|  |                                    |

|  | G. fasciata (Mangosta de bandes amples) |
|  |                                         |
|  | G. grandidieri (Mangosta de Wozencraft) |
|  |                                         |

| Salanoia | \| \| S. durrelli (Salanoia durrelli) \| \| \| \| \| \| S. concolor (Mangosta bruna de Madagascar) \| \| \| \| |
|          | \| \| S. durrelli (Salanoia durrelli) \| \| \| \| \| \| S. concolor (Mangosta bruna de Madagascar) \| \| \| \| |
|          | Mungotictis (Mangosta de bandes estretes)                                                                      |
|          | |
|          | S. durrelli (Salanoia durrelli)                                                                                |
|          | |
|          | S. concolor (Mangosta bruna de Madagascar)                                                                     |
|          | |

|  | S. durrelli (Salanoia durrelli)            |
|  |                                            |
|  | S. concolor (Mangosta bruna de Madagascar) |
|  |                                            |

|  | G. fasciata (Mangosta de bandes amples) |
|  |                                         |
|  | G. grandidieri (Mangosta de Wozencraft) |
|  |                                         |

| Salanoia | \| \| S. durrelli (Salanoia durrelli) \| \| \| \| \| \| S. concolor (Mangosta bruna de Madagascar) \| \| \| \| |
|          | \| \| S. durrelli (Salanoia durrelli) \| \| \| \| \| \| S. concolor (Mangosta bruna de Madagascar) \| \| \| \| |
|          | Mungotictis (Mangosta de bandes estretes)                                                                      |
|          | |
|          | S. durrelli (Salanoia durrelli)                                                                                |
|          | |
|          | S. concolor (Mangosta bruna de Madagascar)                                                                     |
|          | |

|  | S. durrelli (Salanoia durrelli)            |
|  |                                            |
|  | S. concolor (Mangosta bruna de Madagascar) |
|  |                                            |

|  | G. fasciata (Mangosta de bandes amples) |
|  |                                         |
|  | G. grandidieri (Mangosta de Wozencraft) |
|  |                                         |

| Salanoia | \| \| S. durrelli (Salanoia durrelli) \| \| \| \| \| \| S. concolor (Mangosta bruna de Madagascar) \| \| \| \| |
|          | \| \| S. durrelli (Salanoia durrelli) \| \| \| \| \| \| S. concolor (Mangosta bruna de Madagascar) \| \| \| \| |
|          | Mungotictis (Mangosta de bandes estretes)                                                                      |
|          | |
|          | S. durrelli (Salanoia durrelli)                                                                                |
|          | |
|          | S. concolor (Mangosta bruna de Madagascar)                                                                     |
|          | |

|  | S. durrelli (Salanoia durrelli)            |
|  |                                            |
|  | S. concolor (Mangosta bruna de Madagascar) |
|  |                                            |

|  | G. fasciata (Mangosta de bandes amples) |
|  |                                         |
|  | G. grandidieri (Mangosta de Wozencraft) |
|  |                                         |

| Salanoia | \| \| S. durrelli (Salanoia durrelli) \| \| \| \| \| \| S. concolor (Mangosta bruna de Madagascar) \| \| \| \| |
|          | \| \| S. durrelli (Salanoia durrelli) \| \| \| \| \| \| S. concolor (Mangosta bruna de Madagascar) \| \| \| \| |
|          | Mungotictis (Mangosta de bandes estretes)                                                                      |
|          | |
|          | S. durrelli (Salanoia durrelli)                                                                                |
|          | |
|          | S. concolor (Mangosta bruna de Madagascar)                                                                     |
|          | |

|  | S. durrelli (Salanoia durrelli)            |
|  |                                            |
|  | S. concolor (Mangosta bruna de Madagascar) |
|  |                                            |

| Cryptoprocta | \| \| C. ferox (Fossa) \| \| \| \| \| \| †C. spelea (Fossa de les cavernes) \| \| \| \| |
|              | \| \| C. ferox (Fossa) \| \| \| \| \| \| †C. spelea (Fossa de les cavernes) \| \| \| \| |
|              | Fossa (Civeta de Madagascar)                                                            |
|              |                                                                                         |
|              | C. ferox (Fossa)                                                                        |
|              |                                                                                         |
|              | †C. spelea (Fossa de les cavernes)                                                      |
|              |                                                                                         |

|  | C. ferox (Fossa)                   |
|  |                                    |
|  | †C. spelea (Fossa de les cavernes) |
|  |                                    |

|  | G. fasciata (Mangosta de bandes amples) |
|  |                                         |
|  | G. grandidieri (Mangosta de Wozencraft) |
|  |                                         |

| Salanoia | \| \| S. durrelli (Salanoia durrelli) \| \| \| \| \| \| S. concolor (Mangosta bruna de Madagascar) \| \| \| \| |
|          | \| \| S. durrelli (Salanoia durrelli) \| \| \| \| \| \| S. concolor (Mangosta bruna de Madagascar) \| \| \| \| |
|          | Mungotictis (Mangosta de bandes estretes)                                                                      |
|          | |
|          | S. durrelli (Salanoia durrelli)                                                                                |
|          | |
|          | S. concolor (Mangosta bruna de Madagascar)                                                                     |
|          | |

|  | S. durrelli (Salanoia durrelli)            |
|  |                                            |
|  | S. concolor (Mangosta bruna de Madagascar) |
|  |                                            |

|  | G. fasciata (Mangosta de bandes amples) |
|  |                                         |
|  | G. grandidieri (Mangosta de Wozencraft) |
|  |                                         |

| Salanoia | \| \| S. durrelli (Salanoia durrelli) \| \| \| \| \| \| S. concolor (Mangosta bruna de Madagascar) \| \| \| \| |
|          | \| \| S. durrelli (Salanoia durrelli) \| \| \| \| \| \| S. concolor (Mangosta bruna de Madagascar) \| \| \| \| |
|          | Mungotictis (Mangosta de bandes estretes)                                                                      |
|          | |
|          | S. durrelli (Salanoia durrelli)                                                                                |
|          | |
|          | S. concolor (Mangosta bruna de Madagascar)                                                                     |
|          | |

|  | S. durrelli (Salanoia durrelli)            |
|  |                                            |
|  | S. concolor (Mangosta bruna de Madagascar) |
|  |                                            |

|  | G. fasciata (Mangosta de bandes amples) |
|  |                                         |
|  | G. grandidieri (Mangosta de Wozencraft) |
|  |                                         |

| Salanoia | \| \| S. durrelli (Salanoia durrelli) \| \| \| \| \| \| S. concolor (Mangosta bruna de Madagascar) \| \| \| \| |
|          | \| \| S. durrelli (Salanoia durrelli) \| \| \| \| \| \| S. concolor (Mangosta bruna de Madagascar) \| \| \| \| |
|          | Mungotictis (Mangosta de bandes estretes)                                                                      |
|          | |
|          | S. durrelli (Salanoia durrelli)                                                                                |
|          | |
|          | S. concolor (Mangosta bruna de Madagascar)                                                                     |
|          | |

|  | S. durrelli (Salanoia durrelli)            |
|  |                                            |
|  | S. concolor (Mangosta bruna de Madagascar) |
|  |                                            |

|  | G. fasciata (Mangosta de bandes amples) |
|  |                                         |
|  | G. grandidieri (Mangosta de Wozencraft) |
|  |                                         |

| Salanoia | \| \| S. durrelli (Salanoia durrelli) \| \| \| \| \| \| S. concolor (Mangosta bruna de Madagascar) \| \| \| \| |
|          | \| \| S. durrelli (Salanoia durrelli) \| \| \| \| \| \| S. concolor (Mangosta bruna de Madagascar) \| \| \| \| |
|          | Mungotictis (Mangosta de bandes estretes)                                                                      |
|          | |
|          | S. durrelli (Salanoia durrelli)                                                                                |
|          | |
|          | S. concolor (Mangosta bruna de Madagascar)                                                                     |
|          | |

|  | S. durrelli (Salanoia durrelli)            |
|  |                                            |
|  | S. concolor (Mangosta bruna de Madagascar) |
|  |                                            |

|  | Herpestidae (mangostes)                            |
|  |                                                    |
|  | \| \| Eupleridae (carnívors malgaixos) \| \| \| \| |
|  |                                                    |
|  | Eupleridae (carnívors malgaixos)                   |
|  |                                                    |

|  | Eupleridae (carnívors malgaixos) |
|  |                                  |

|  | Herpestidae (mangostes)                            |
|  |                                                    |
|  | \| \| Eupleridae (carnívors malgaixos) \| \| \| \| |
|  |                                                    |
|  | Eupleridae (carnívors malgaixos)                   |
|  |                                                    |

|  | Eupleridae (carnívors malgaixos) |
|  |                                  |

|  | Herpestidae (mangostes)                            |
|  |                                                    |
|  | \| \| Eupleridae (carnívors malgaixos) \| \| \| \| |
|  |                                                    |
|  | Eupleridae (carnívors malgaixos)                   |
|  |                                                    |

|  | Eupleridae (carnívors malgaixos) |
|  |                                  |

|  | Herpestidae (mangostes)                            |
|  |                                                    |
|  | \| \| Eupleridae (carnívors malgaixos) \| \| \| \| |
|  |                                                    |
|  | Eupleridae (carnívors malgaixos)                   |
|  |                                                    |

|  | Eupleridae (carnívors malgaixos) |
|  |                                  |

|  | Herpestidae (mangostes)                            |
|  |                                                    |
|  | \| \| Eupleridae (carnívors malgaixos) \| \| \| \| |
|  |                                                    |
|  | Eupleridae (carnívors malgaixos)                   |
|  |                                                    |

|  | Eupleridae (carnívors malgaixos) |
|  |                                  |

|  | Herpestidae (mangostes)                            |
|  |                                                    |
|  | \| \| Eupleridae (carnívors malgaixos) \| \| \| \| |
|  |                                                    |
|  | Eupleridae (carnívors malgaixos)                   |
|  |                                                    |

|  | Eupleridae (carnívors malgaixos) |
|  |                                  |

|  | Herpestidae (mangostes)                            |
|  |                                                    |
|  | \| \| Eupleridae (carnívors malgaixos) \| \| \| \| |
|  |                                                    |
|  | Eupleridae (carnívors malgaixos)                   |
|  |                                                    |

|  | Eupleridae (carnívors malgaixos) |
|  |                                  |

|  | Herpestidae (mangostes)                            |
|  |                                                    |
|  | \| \| Eupleridae (carnívors malgaixos) \| \| \| \| |
|  |                                                    |
|  | Eupleridae (carnívors malgaixos)                   |
|  |                                                    |

|  | Eupleridae (carnívors malgaixos) |
|  |                                  |

|  | Herpestidae (mangostes)                            |
|  |                                                    |
|  | \| \| Eupleridae (carnívors malgaixos) \| \| \| \| |
|  |                                                    |
|  | Eupleridae (carnívors malgaixos)                   |
|  |                                                    |

|  | Eupleridae (carnívors malgaixos) |
|  |                                  |

|  | Herpestidae (mangostes)                            |
|  |                                                    |
|  | \| \| Eupleridae (carnívors malgaixos) \| \| \| \| |
|  |                                                    |
|  | Eupleridae (carnívors malgaixos)                   |
|  |                                                    |

|  | Eupleridae (carnívors malgaixos) |
|  |                                  |

|  | Herpestidae (mangostes)                            |
|  |                                                    |
|  | \| \| Eupleridae (carnívors malgaixos) \| \| \| \| |
|  |                                                    |
|  | Eupleridae (carnívors malgaixos)                   |
|  |                                                    |

|  | Eupleridae (carnívors malgaixos) |
|  |                                  |

|  | Herpestidae (mangostes)                            |
|  |                                                    |
|  | \| \| Eupleridae (carnívors malgaixos) \| \| \| \| |
|  |                                                    |
|  | Eupleridae (carnívors malgaixos)                   |
|  |                                                    |

|  | Eupleridae (carnívors malgaixos) |
|  |                                  |

|  | Herpestidae (mangostes)                            |
|  |                                                    |
|  | \| \| Eupleridae (carnívors malgaixos) \| \| \| \| |
|  |                                                    |
|  | Eupleridae (carnívors malgaixos)                   |
|  |                                                    |

|  | Eupleridae (carnívors malgaixos) |
|  |                                  |

|  | Herpestidae (mangostes)                            |
|  |                                                    |
|  | \| \| Eupleridae (carnívors malgaixos) \| \| \| \| |
|  |                                                    |
|  | Eupleridae (carnívors malgaixos)                   |
|  |                                                    |

|  | Eupleridae (carnívors malgaixos) |
|  |                                  |

|  | Herpestidae (mangostes)                            |
|  |                                                    |
|  | \| \| Eupleridae (carnívors malgaixos) \| \| \| \| |
|  |                                                    |
|  | Eupleridae (carnívors malgaixos)                   |
|  |                                                    |

|  | Eupleridae (carnívors malgaixos) |
|  |                                  |

|  | Herpestidae (mangostes)                            |
|  |                                                    |
|  | \| \| Eupleridae (carnívors malgaixos) \| \| \| \| |
|  |                                                    |
|  | Eupleridae (carnívors malgaixos)                   |
|  |                                                    |

|  | Eupleridae (carnívors malgaixos) |
|  |                                  |